# 威拉德 (密蘇里州)
威拉德（英語：Willard）是位於美國密蘇里州格林縣的城市。

## 人口
根據2020年美國人口普查的數據，威拉德的面積為15.67平方千米，皆為陸地。當地共有人口6344人，而人口密度為每平方千米405人。